# DVB-T2 in Italia
L'introduzione dello standard di trasmissione televisiva digitale terrestre DVB-T2 in Italia è iniziata con lo spegnimento della banda a 700 MHz e la dismissione progressiva dello standard MPEG-2 in favore del MPEG-4 con codifica H.264. 
La codifica è il processo con cui un segnale viene compresso in modo da occupare minore banda. Maggiore è l'efficienza di compressione, maggiore sarà la capacità trasmissiva disponibile, che potrà essere utilizzata per aumentare i canali o/e trasmettere con migliore qualità (risoluzione o compressione). 
La normativa vigente non ha ancora definito una data certa per la transizione completa, ma fa genericamente riferimento a una data successiva al 1º gennaio 2023.
A febbraio 2024, nel nuovo contratto di servizio Rai, è stata indicata settembre 2024 come data di conversione del RAI Mux B in DVB-T2.  
Al mese di luglio 2025, nessun altro multiplex ha effettuato la conversione in DVB-T2.

## Apparati riceventi
A partire dal 1º gennaio 2017, gli apparecchi atti a ricevere servizi radiotelevisivi venduti sul mercato italiano devono obbligatoriamente integrare un sintonizzatore digitale per la ricezione di programmi in tecnologia DVB-T2 con codifica HEVC/H.265 o successive evoluzioni approvate nell'ambito dell'Unione internazionale delle telecomunicazioni (ITU).
I primi decoder e televisori in grado di supportare il DVB-T2 sono in realtà commercializzati dal 2015. Tali apparecchi, però, potrebbero supportare solo la codifica H.264; i codec, infatti, non vengono comunemente aggiornati via software a causa della rapida obsolescenza tecnologica e al breve supporto temporale fornito dai produttori di televisori.
In ogni caso, questa strada sarebbe percorribile solo se il chip di decodifica disponesse dell'hardware sufficiente per supportare H.265 (al 2022, HEVC con profilo Main 10).
Pertanto, quando avverrà il passaggio al DVB-T2, con molta probabilità, oltre ai TV dotati solo di sintonizzatore DVB-T, anche i primi dispositivi compatibili DVB-T2 andranno sostituiti o collegati a un decoder esterno compatibile. 
Per verificare la compatibilità di un ricevitore HEVC con profilo Main 10 è possibile sintonizzarsi sulla posizione LCN 200 (multiplex Mediaset 3), dove è presente una schermata fissa con la scritta Test HEVC Main10 (10 bit) e un sottofondo musicale.
In alternativa, dal 14 giugno 2023 al 28 agosto 2024, data del passaggio al DVB-T2 del multiplex Rai B, è stato possibile ricevere in HEVC la versione Main 10 del canale Rai Sport HD sulla posizione LCN 558.
Dopo tale data, con la conversione in DVB-T2 del Rai Mux B, la Rai ha adottato la codifica HEVC con profilo Main (8 bit) al fine di garantire la ricezione anche sui televisori più datati e non compatibili col profilo Main 10 (che supporta sia segnali 8 bit che 10 bit).

## Tempistiche di passaggio allo standard DVB-T2

### Fase 1 - Migrazione del sistema DVB-T allo standard MPEG-4
A partire dal 20 ottobre 2021, gradualmente, alcuni canali iniziano ad abbandonare lo standard MPEG-2 in favore di MPEG-4. 
Nello specifico, il multiplex RAI Mux 2 viene spento e i suoi contenuti vengono migrati nel nuovo multiplex RAI Mux B, con conseguente passaggio alla codifica MPEG-4/H.264. 
Resta in MPEG-2 solo il RAI Mux 1, che viene sostituito l'8 marzo 2022 dal RAI Mux MR in tutta Italia (tranne nel Lazio, dove il passaggio è avvenuto tra il 6 e il 20 giugno).
Dalla stessa data iniziano le trasmissioni in MPEG-4 non solo per i canali tematici Rai, ma anche per il Gruppo Mediaset, che lo estende ai canali Boing Plus, TGcom24, Italia 2.
La dismissione generalizzata dello standard MPEG-2 viene fissata dal MISE a dicembre 2021, stabilendo l'8 marzo 2022 come data ultima.
Per rendere più agevole la transizione, viene consentito alle emittenti di continuare a trasmettere anche le proprie versioni in MPEG-2 fino al 1º gennaio 2023, a patto di spostarle nelle posizioni LCN oltre il 100.
Al contempo viene avviata la progressiva riorganizzazione delle frequenze, con l'abbandono della banda dei 700 MHz (che deve essere ceduta alla telefonia mobile per l'avvento degli standard 5G), da completarsi entro il 30 giugno 2022 secondo la seguente road-map:
- dal 15 novembre al 18 dicembre 2021: Area 1A - Sardegna;
- dal 3 gennaio al 15 marzo 2022: Area 2 - Valle d'Aosta, Piemonte, Lombardia tranne la provincia di Mantova, Trentino-Alto Adige; Area 3 - Veneto, provincia di Mantova, Friuli-Venezia Giulia, Emilia-Romagna tranne la provincia di Piacenza;
- dal 1º marzo al 15 maggio 2022: Area 4 - Sicilia, Calabria, Puglia, Basilicata, Abruzzo, Molise, Marche;
- dal 1º maggio al 30 giugno 2022: Area 1B - Liguria, Toscana, Umbria, Lazio, Campania.

Fino alla data di passaggio alla codifica HEVC (e quindi al passaggio al sistema DVB-T2) le emittenti avranno pertanto meno banda a disposizione e dovranno razionalizzare i contenuti.
Il 21 dicembre 2022 viene completata la fase di transizione alla codifica MPEG-4, spegnendo tutti i canali provvisori in MPEG-2 rimasti.

### Fase 2 - Passaggio al sistema DVB-T2 HEVC
- A partire dal 2023 (il calendario non è ancora stato definito), salvo cambiamenti, tutti i servizi televisivi sull'intero territorio nazionale avranno la facoltà di passare al DVB-T2 e adottare la codifica HEVC (o successive evoluzioni). La possibilità di adottare una differente codifica e standard era prevista anche in passato, tuttavia ci si riferisce al 2023 in quanto considerato un periodo necessariamente successivo al totale spegnimento della codifica MPEG-2.
- Dal 14 giugno 2023 al 28 agosto 2024, Rai Sport HD è il primo canale nazionale che trasmette sperimentalmente una propria versione con codifica HEVC Main 10. Lo standard utilizzato è ancora il DVB-T, tuttavia il canale è sintonizzabile solo con TV e ricevitori compatibili con il DVB-T2, in quanto sono gli unici compatibili anche con la nuova codifica.[8]
- Dal 28 agosto 2024 il RAI Mux B è trasmesso in DVB-T2 con la codifica HEVC main L4.1 tranne per Rai Scuola HD che continua a trasmettere in MPEG-4 H.264[9].  I canali lineari Rai Storia, Rai Radio 2 Visual, Rai Scuola HD e RTV San Marino restano disponibili esclusivamente in DVB-T2, mentre i restanti canali continuano a usare lo standard precedente.

## Cronologia procedure amministrative
- Dal 1º gennaio 2017 è possibile commercializzare solo apparati dotati della tecnologia DVB-T2 con codifica HEVC.[10]
- Dal 22 dicembre 2018 è possibile commercializzare solo apparati in DVB-T2 e compatibili con la codifica HEVC Main 10.
- Il 7 febbraio 2019 l'AGCOM ha deliberato il nuovo piano di assegnazione delle frequenze del DVB-T2.[11]
- Il 20 aprile 2019 ha pubblicato la delibera 129/19/CONS che definisce i criteri di conversione dei diritti d'uso delle frequenze in ambito nazionale per i canali con il nuovo standard.[12]
- Il 25 giugno 2019 il MISE ha pubblicato gli esiti delle consultazioni pubbliche sui bandi per i diritti d'uso "T2" e per le graduatorie degli "FSMA" locali.
- Il 22 luglio 2019 ha pubblicato online la tabella di marcia e le linee guida definitive per l'emittenza locale.[13]
- L'8 ottobre 2019 l'AGCOM ha pubblicato online gli esiti della procedura di assegnazione dei mux in DVB-T2 ai provider nazionali.[14]
- Il 22 ottobre 2019 è stata pubblicata la dismissione dei canali UHF 51 e 53.[15]
- Il 30 ottobre 2020 l'AGCOM ha dato il via alla procedura per l'assegnazione di ulteriori frequenze terrestri in ambito nazionale.[16]
- Dal 23 agosto 2021 è disponibile per tutti fino ad esaurimento fondi il Bonus TV da 100€.[17]
- Dal 20 ottobre 2021 le trasmissioni nazionali iniziano a passare progressivamente in codifica MPEG-4 AVC (tra i televisori con sintonizzatore DVB-T integrato, i più vecchi non risultano più in grado di ricevere il segnale video).[18][19][20][21]
- Il 12 novembre 2021 viene pubblicata dal MISE l'aggiudicazione delle LCN da parte delle emittenti nazionali per il riassetto in occasione dell'arrivo del DVB-T2 in Italia.[22]
- Dal 15 novembre 2021 comincia la liberazione delle frequenze 700 MHz e l'attuazione del piano di assegnazione in Sardegna.
- Il 17 dicembre 2021 sono stati stanziati per il Bonus Tv altri 68 milioni di euro nel 2022. Ai cittadini più anziani viene consegnato gratuitamente un decoder a casa tramite Poste italiane.[23]
- Dal 30 giugno 2022 viene totalmente liberata la banda 700 MHz in favore della telefonia mobile.
- Dal 21 dicembre 2022 non sono più consentite le trasmissioni con lo standard MPEG-2.

A luglio 2019 il Ministero dello sviluppo economico ha pubblicato il piano di migrazione allo standard DVB-T/MPEG-4 e allo standard DVB-T2 per le singole aree geografiche italiane, fatta salva la facoltà degli operatori di anticipare discrezionalmente i termini massimi previsti dal MISE.
Nel mese di gennaio 2020, all'interno dei multiplex Rai Mux 1 e Mediaset 4, sono stati resi disponibili due canali di test, collocati alle posizioni LCN 100 e 200 e chiamati "Test HEVC main10", per verificare la compatibilità degli apparecchi televisivi con il nuovo standard di trasmissione. Da giugno 2022, a seguito del processo di riorganizzazione delle frequenze, è rimasto visibile solo il canale 200, trasmesso nel multiplex Mediaset 3.

## Comunicazioni istituzionali
Il 17 novembre 2020 il MISE ha diramato tramite il canale ufficiale YouTube e trasmesso anche su tutte le televisioni nazionali e regionali il primo spot per informare la popolazione italiana riguardo allo standard digitale DVB-T2. Nella stessa data sono stati aperti anche una sezione sul sito ufficiale e un call center da parte dello stesso Ministero per guidare tutti gli utenti fruitori ad aggiornare i propri apparecchi allo standard DVB-T2.

## Alternative al DVB-T2
In Italia esistono e continueranno ad esistere alternative all'utilizzo degli apparecchi televisivi per seguire le trasmissioni dei canali in digitale terrestre, utili anche a causa della poca copertura di alcuni ripetitori terrestri:
- la piattaforma satellitare gratuita Tivùsat (HD e/o 4K)
- i servizi di streaming ufficiali degli editori televisivi (ad esempio RaiPlay, Mediaset Infinity, Discovery+, ecc.)
- apparecchi televisivi dotati di connettività Internet che implementano lo standard d'interattività HbbTV (presente sui canali televisivi che dispongono del servizio).

## Assegnazione frequenze nazionali
In data 8 ottobre 2019 sono stati assegnati i diritti d'uso delle frequenze televisive in ambito nazionale per il passaggio al DVB-T2 in base ai criteri della delibera AGCOM 129/19, e, successivamente dalla delibera AGCOM 564/20.
La rete nazionale n. 12, inizialmente assegnata a Europa 7 e ReteCapri, a seguito del mancato accordo per la gestione condivisa tra le due emittenti, è stata messa nuovamente a gara mediante una procedura cui avrebbero avuto titolo di partecipare tutti i soggetti interessati, anche nuovi entranti nel mercato dell’offerta di capacità trasmissiva su reti digitali terrestri, in possesso dei requisiti previsti dal bando di gara, ad eccezione dei soggetti con divieto di partecipazione.
Di seguito si riporta l'elenco aggiornato dei multiplex:
| Rete                 | Assegnazione                     | Composizione |
| -------------------- | -------------------------------- | ------------ |
| Rete nazionale n. 1  | Elettronica Industriale          | Mediaset 2   |
| Rete nazionale n. 2  | Rai Way                          | RAI Mux B    |
| Rete nazionale n. 3  | Elettronica Industriale          | Mediaset 1   |
| Rete nazionale n. 4  | Persidera                        | Persidera 1  |
| Rete nazionale n. 5  | Persidera                        | Persidera 2  |
| Rete nazionale n. 6  | Persidera                        | Persidera 3  |
| Rete nazionale n. 7  | Rai Way                          | RAI Mux A    |
| Rete nazionale n. 8  | Rai Way                          | RAI Mux MR   |
| Rete nazionale n. 9  | Elettronica Industriale          | Mediaset 3   |
| Rete nazionale n. 10 | Cairo Communication              | Cairo Due    |
| Rete nazionale n. 11 | Prima TV/Elettronica Industriale | Dfree        |
| Rete nazionale n. 12 | Non Assegnato                    | Nessuna      |

## Assegnazione frequenze locali di I e II livello
L'AGCOM ha pianificato una rete di 1º livello in ciascuna delle 18 aree tecniche con copertura maggiore o uguale al 90% della relativa popolazione. Nell’Area Tecnica n. 3 (Lombardia e Piemonte orientale) e nell’Area Tecnica n. 2 (Valle d’Aosta) sono pianificate due reti locali di 1º livello e nella Sub-area Tecnica n. 4a (provincia autonoma di Trento) e nella Sub-area Tecnica n. 4b (provincia autonoma di Bolzano) sono pianificate tre reti locali di 1º livello;
Inoltre, sono state pianificate ulteriori reti di 2º livello di ridotta capacità di trasporto e di estensione sub-regionale con copertura di almeno il 50% della popolazione di ciascuna provincia inclusa nell'area.
Questa lista è suscettibile di variazioni e potrebbe essere incompleta o non aggiornata.

| Area tecnica                       | Livello | Numero | Frequenza | Assegnazione                                                        | Composizione             |
| ---------------------------------- | ------- | ------ | --- | ------------------------------------------------------------------- | ------------------------ |
| 1 – Piemonte                       | 1       | 1      | UHF 21 e UHF 41 | Elettronica Industriale                                             | RL Piemonte 1            |
| 1 – Piemonte                       | 2       | 1      | UHF 27 | Rai Way                                                             | RL Piemonte 2            |
| 1 – Piemonte                       | 2       | 2      | UHF 29 (provincia di Asti)                                                                                               | RTI BEACOM SRL 2M TELECOMUNICAZIONI SRL                             | Beacom                   |
| 2 – Valle d'Aosta                  | 1       | 1      | UHF 27 | Elettronica Industriale                                             | RL Valle d'Aosta 1       |
| 2 – Valle d'Aosta                  | 1       | 2      | UHF 31 | Elettronica Industriale                                             | RL Valle d'Aosta 2       |
| 3 – Lombardia e Piemonte orientale | 1       | 1      | UHF 22 | Elettronica Industriale                                             | RL Lombardia 1           |
| 3 – Lombardia e Piemonte orientale | 1       | 2      | UHF 34 | Rai Way                                                             | RL Lombardia 2           |
| 3 – Lombardia e Piemonte orientale | 2       | 1      | UHF 21 (province di Brescia, Cremona, Lodi e Sondrio)                                                                    | Studio 1                                                            | Studio 1 Network         |
| 3 – Lombardia e Piemonte orientale | 2       | 2      | UHF 31 (provincia di Brescia)                                                                                            | Studio 1                                                            | Studio 1 Network         |
| 4 – Trentino-Alto Adige            | 1       | 1      | UHF 27 | Non Assegnato                                                       | Non Assegnato            |
| 4a – Provincia autonoma di Trento  | 1       | 1      | UHF 35 | Non Assegnato                                                       | Non Assegnato            |
| 4a – Provincia autonoma di Trento  | 1       | 2      | UHF 39 | Elettronica Industriale                                             | RL Trentino 1            |
| 4a – Provincia autonoma di Trento  | 1       | 3      | UHF 41 | Elettronica Industriale                                             | RL Trento 1              |
| 4b – Provincia autonoma di Bolzano | 1       | 1      | UHF 21 | RAS                                                                 | RAS 1                    |
| 4b – Provincia autonoma di Bolzano | 1       | 2      | UHF 34 | RAS                                                                 | RAS 2                    |
| 4b – Provincia autonoma di Bolzano | 1       | 3      | UHF 35 e UHF 42 | RAS                                                                 | RAS 3                    |
| 5 – Veneto                         | 1       | 1      | UHF 42 | Rai Way                                                             | RL Veneto 1              |
| 5 – Veneto                         | 2       | 1      | UHF 22 (provincia di Belluno)                                                                                            | Telebelluno                                                         | Tbl                      |
| 6 – Friuli-Venezia Giulia          | 1       | 1      | UHF 32 | Rai Way                                                             | RL FVG 1                 |
| 6 – Friuli-Venezia Giulia          | 2       | 1      | UHF 42 (province di Gorizia e Trieste)                                                                                   |                                                                     | Medianordest             |
| 7 – Liguria                        | 1       | 1      | UHF 27 | Elettronica Industriale                                             | RL Liguria 1             |
| 7 – Liguria                        | 2       | 1      | UHF 41 (province di Genova, Imperia e Savona)                                                                            | SBT SRL                                                             | Sbt Liguria              |
| 8 – Emilia-Romagna                 | 1       | 1      | UHF 32 (province di Bologna, Ferrara, Forlì-Cesena, Modena, Ravenna e Rimini) UHF 29 (province di Parma e Reggio Emilia) | Elettronica Industriale                                             | RL Emilia Romagna 1      |
| 8 – Emilia-Romagna                 | 2       | 1      | UHF 42 (province di Bologna e Modena)                                                                                    | RTI TRMEDIA SRL ANTENNA UNO SRL                                     | Trmedia 2                |
| 8 – Emilia-Romagna                 | 2       | 2      | UHF 35 (province di Parma e Reggio Emilia)                                                                               | RTI TRMEDIA SRL ANTENNA UNO SRL                                     | Trmedia 1                |
| 8 – Emilia-Romagna                 | 2       | 3      | UHF 39 (province di Parma e Reggio Emilia)                                                                               | RTI CANALE 9 SRL G.T.V. SRL DI.TV MULTIMEDIA SRL MEDIANET GROUP SRL | Canale 9 Consorzio       |
| 9 – Toscana                        | 1       | 1      | UHF 41 | Elettronica Industriale                                             | RL Toscana 1             |
| 9 – Toscana                        | 2       | 1      | UHF 22 (province di Arezzo e Siena)                                                                                      | TV1                                                                 | Tv 1 A                   |
| 9 – Toscana                        | 2       | 2      | UHF 27 (province di Firenze, Prato e Pistoia)                                                                            | SRT SRL                                                             | Firenze Dvb-T2           |
| 9 – Toscana                        | 2       | 3      | UHF 31 (province di Firenze e Prato)                                                                                     | TV1                                                                 | Tv 1 B                   |
| 9 – Toscana                        | 2       | 4      | UHF 29 (provincia di Pistoia)                                                                                            | 1 NETWORK SRL                                                       | TV UNO NET. S.r.l.       |
| 9 – Toscana                        | 2       | 5      | UHF 29 (provincia di Arezzo)                                                                                             | TV1                                                                 | Tv 1 D                   |
| 10 – Umbria                        | 1       | 1      | UHF 43 | Umbria Televisioni                                                  | Umbria Tv                |
| 10 – Umbria                        | 2       | 1      | UHF 21 (province di Perugia e Terni)                                                                                     | Umbria Televisioni                                                  | Sbt Umbria               |
| 10 – Umbria                        | 2       | 2      | UHF 31 (provincia di Perugia)                                                                                            | Teleorvieto Due                                                     | TrImedia                 |
| 10 – Umbria                        | 2       | 3      | UHF 29 (provincia di Terni)                                                                                              | Teleorvieto Due                                                     | Rtua                     |
| 11 – Marche                        | 1       | 1      | UHF 42 | Elettronica Industriale                                             | RL Marche 1              |
| 11 – Marche                        | 2       | 1      | UHF 32 (province di Ancona, Fermo e Macerata)                                                                            | VIDEOTOLENTINO SRL                                                  | Videotolentino           |
| 12 – Lazio                         | 1       | 1      | UHF 27 | Elettronica Industriale                                             | RL Lazio 1               |
| 12 – Lazio                         | 2       | 1      | UHF 41 (provincia di Roma, Frosinone e Latina) UHF 43 (provincia di Roma)                                                | Rai Way                                                             | RL Lazio 2               |
| 12 – Lazio                         | 2       | 2      | UHF 39 (provincia di Rieti)                                                                                              | DORIA SRL                                                           | Telepontina C            |
| 12 – Lazio                         | 2       | 3      | UHF 39 (provincia di Frosinone)                                                                                          | DORIA SRL                                                           | Telepontina D            |
| 12 – Lazio                         | 2       | 4      | UHF 34 (provincia di Rieti)                                                                                              | DORIA SRL                                                           | Telepontina A            |
| 12 – Lazio                         | 2       | 5      | UHF 21 (provincia di Frosinone)                                                                                          | DORIA SRL                                                           | Telepontina B            |
| 13 – Abruzzo e Molise              | 1       | 1      | UHF 32 (province di Chieti, Pescara, Teramo e Campobasso) UHF 29 (province dell'Aquila e Isernia)                        | Elettronica Industriale                                             | RL Abruzzo-Molise 1      |
| 13 – Abruzzo e Molise              | 2       | 1      | UHF 42 (provincia di Pescara)                                                                                            | Non Assegnato                                                       | Non Assegnato            |
| 13 – Abruzzo e Molise              | 2       | 2      | UHF 31 (provincia dell'Aquila)                                                                                           | Mediasix                                                            | Mediasix                 |
| 13 – Abruzzo e Molise              | 2       | 3      | UHF 45 (provincia di Isernia)                                                                                            | Telemolise                                                          | Molise Towers            |
| 13 – Abruzzo e Molise              | 2       | 4      | UHF 22 (provincia dell'Aquila)                                                                                           | Abruzzo TV                                                          | Telesirio                |
| 13 – Abruzzo e Molise              | 2       | 5      | UHF 39 (provincia di Isernia)                                                                                            | Telemolise                                                          | Towers Molise.           |
| 14 – Campania                      | 1       | 1      | UHF 41 | Elettronica Industriale                                             | RL Campania 1            |
| 14 – Campania                      | 2       | 1      | UHF 31 (province di Napoli, Caserta, Avellino, Benevento e Salerno)                                                      | Elettronica Industriale                                             | RL Campania 2            |
| 14 – Campania                      | 2       | 2      | UHF 34 (province di Napoli e Caserta)                                                                                    | CANALE OTTO SRL                                                     | Canale 8 New             |
| 14 – Campania                      | 2       | 3      | UHF 22 (provincia di Avellino)                                                                                           | SER.I.TEL SRL                                                       | Seritel 1                |
| 14 – Campania                      | 2       | 4      | UHF 21 (provincia di Benevento)                                                                                          | SER.I.TEL SRL                                                       | Seritel 3                |
| 14 – Campania                      | 2       | 5      | UHF 39 (provincia di Salerno)                                                                                            | SER.I.TEL SRL                                                       | Seritel 2                |
| 15 – Puglia e Basilicata           | 1       | 1      | UHF 42 | Rai Way                                                             | RL Puglia&Basilicata Uno |
| 15 – Puglia e Basilicata           | 2       | 1      | UHF 32 (province di Bari, Barletta-Andria-Trani e Brindisi)                                                              | DELTA TV SRL                                                        | Delta Tv                 |
| 15 – Puglia e Basilicata           | 2       | 2      | UHF 29 (provincia di Potenza)                                                                                            | Tv Digitale                                                         | Tv Digitale              |
| 15 – Puglia e Basilicata           | 2       | 3      | UHF 34 (provincia di Potenza)                                                                                            | Non Assegnato                                                       | Non Assegnato            |
| 16 – Calabria                      | 1       | 1      | UHF 32 | Elettronica Industriale                                             | RL Calabria 1            |
| 16 – Calabria                      | 2       | 1      | UHF 42 (provincia di Catanzaro)                                                                                          | TELESPAZIO TV SRL GLOBAL MEDIA                                      | Telespazio Tv            |
| 16 – Calabria                      | 2       | 2      | UHF 34 (provincia di Vibo Valentia)                                                                                      | TELESPAZIO TV SRL GLOBAL MEDIA                                      | Studio 3                 |
| 16 – Calabria                      | 2       | 3      | UHF 45 (provincia di Vibo Valentia)                                                                                      | GRUPPO ADN ITALIA SRL COMINVEST SRL                                 | Calabria Tv              |
| 17 – Sicilia                       | 1       | 1      | UHF 42 | Rai Way                                                             | RL Sicilia 1             |
| 17 – Sicilia                       | 2       | 1      | UHF 32 (province di Agrigento, Caltanissetta, Enna, Palermo, Ragusa e Trapani)                                           | Rai Way                                                             | RL Sicilia 2             |
| 17 – Sicilia                       | 2       | 2      | UHF 45 (provincia di Palermo)                                                                                            | PUBLIMED SRL                                                        | Trm Palermo.             |
| 17 – Sicilia                       | 2       | 3      | UHF 21 (provincia di Messina)                                                                                            | TELESPAZIO TV SRL GLOBAL MEDIA                                      | Cominvest s.r.l.         |
| 17 – Sicilia                       | 2       | 4      | UHF 22 (provincia di Messina)                                                                                            | TGS TELEGIORNALE DI SICILIA SRL                                     | Tgs Palermo              |
| 18 – Sardegna                      | 1       | 1      | UHF 41 (province di Nuoro, Oristano e Sassari) UHF 39 (province di Cagliari e Sud Sardegna)                              | Elettronica Industriale                                             | RL Sardegna 1            |
| 18 – Sardegna                      | 2       | 1      | UHF 28 (provincia di Nuoro)                                                                                              | RTI PRAIS SRL – TELE SARDEGNA SRL                                   | RL Sardegna 2            |
| 18 – Sardegna                      | 2       | 2      | UHF 32 (provincia di Nuoro)                                                                                              | Non Assegnato                                                       | Non Assegnato            |